# 香港歸英運動
香港歸英運動（英語：Hong Kong-UK Reunification Campaign），簡稱歸英，該運動主張推動香港脫離中華人民共和國，並再次成為英國海外領土的其中一員。主張歸英的支持者認為中國大陸近年種種干預香港內政，應被視為中方單方面違反《中英聯合聲明》，在此情況下，英國有權宣告《中英聯合聲明》失效，並可廢除條約，令香港回復主權移交前之狀態。他們亦認為，倘若香港特區政府無力管治香港，而中國政府有意違反《中英聯合聲明》而直接管治香港，香港在憲法上的地位應該回到1997年7月1日前，英國政府因中國違反國際協議而重新擁有香港主權。
歸英論支持者認為香港可參考直布羅陀、福克蘭群島、百慕達等地，成為具有民選政府及議會、擁有真正自治權的英國海外領土。該理論支持者認為，在民主國家英國的主權下，香港將有機會實行真正自治，並提供安穩空間予港人思考香港的未來，如獨立成為英聯邦王國等選擇。

## 背景
英國一貫之政策是協助其殖民地成為主權獨立之國家。但由於英國向中國租借土地的情況複雜，獨立並不適用於香港。英國理解中國對香港主權歸屬的立場，自1972年11月2日聯合國大會批准《关于准许殖民地国家及民族独立之宣言》之適用地方名單剔除「香港」後，英國從未照會聯合國秘書長將「香港」重新列入該名單。英國人知悉中國反對香港獨立，因此英國政府無法安排讓香港獨立。香港92%的土地（即新界）經《展拓香港界址專條》租借而來，以99年為限，期滿後英國將喪失該92%土地的一切權利。不論獨立與否，香港將無法單憑這8%剩下的土地（香港島及九龍半島界限街以南部分）而運作，英國須與中國商討香港前途問題。

## 網上研究
2013年，《南華早報》在網上進行民意研究，問題為「如果有可能，香港人是否願意投票回歸成為英國海外屬土」，表示認同成為英國海外領土的投票者一度佔93%，不認同歸英者約佔7%。

## 有關行動
2014年3月20日，前香港总督彭定康來香港出席牛津大學與香港海事博物館合辦的活動時，有部分人士手持香港旗，並高唱英國國歌《天佑女王》，提出“香港回归英国”的请求。彭定康和相关人士握手，在離開時無直接回應，并表示“尊重香港的意見多元化”。
2016年6月19日及7月1日，「香港歸英運動」成員到英國駐香港總領事館外請願，要求英國宣佈《中英聯合聲明》無效，將香港回歸英國。
2016年7月，「香港歸英運動召集人」賴綺雯以保守黨名義報名參加立法會港島區選舉，表明會爭取香港「歸英」。但最後被選舉主任取消參加立法會參選資格。其後，賴綺雯去信英國駐港澳總領事及英國外交部部長，希望英國政府考慮宣告《中英聯合聲明》失效，讓香港重新加入英國。

## 相關書籍
- 《論歸英——回到英治香港》[9]
- 《香港歸英論》

## 主要組織或人物
- 香港歸英獨立聯盟
- 保守黨 (香港)
- 香港獨立黨